# Argyrotegium
Argentipallium es un género de plantas con flores perteneciente a la familia de las asteráceas. Comprende 4 especies descritas y aceptadas.

## Taxonomía
El género fue descrito por J.M.Ward & Breitw. y publicado en New Zealand Journal of Botany 41(4): 608. 2003

## Especies
A continuación se brinda un listado de las especies del género Argyrotegium aceptadas hasta julio de 2012, ordenadas alfabéticamente. Para cada una se indica el nombre binomial seguido del autor, abreviado según las convenciones y usos.
- Argyrotegium fordianum (M.Gray) J.M.Ward & Breitw.
- Argyrotegium mackayi (Buchanan) J.M.Ward & Breitw.
- Argyrotegium nitidulum (Hook.f.) J.M.Ward & Breitw.
- Argyrotegium poliochlorum (N.G.Walsh) J.M.Ward & Breitw.